# Amt Molfsee
La comunità amministrativa di Molfsee (Amt Molfsee) si trova nel circondario di Rendsburg-Eckernförde nello Schleswig-Holstein, in Germania.

## Suddivisione
Comprende 6 comuni:
1. Blumenthal (671)
2. Mielkendorf (1 390)
3. Molfsee (5 094)
4. Rodenbek (475)
5. Rumohr (866)
6. Schierensee (354)

Il capoluogo è Molfsee.
(Tra parentesi i dati della popolazione al 31 dicembre 2021)